# おふろやさんへつれてって
「おふろやさんへつれてって」とは、1990年12月 - 1991年1月に、NHKの『みんなのうた』で放送された曲である。作詞：山本秀行、作曲・編曲：越部信義、歌：橋爪佑太、東京放送児童合唱団。

## 概要
銭湯を題材にした楽曲で、子供が銭湯に入りたいと親に強請る内容。番組内で使用されたアニメーションは葛岡博が制作した。
過去に『みんなのうた』で紹介されたお風呂を題材にした楽曲『おふろのうた』が「お風呂に入りたくない」といった内容に対して、本楽曲は銭湯に入りたがる内容で視聴者の反応は概ね好意的であった。
放送されて23年後の2013年12月・2014年1月に初の再放送。